# Villaggio di Filo Braccio
Il villaggio di Filo Braccio è un insediamento dell'età del bronzo antico sito presso l'isola di Filicudi in Sicilia.

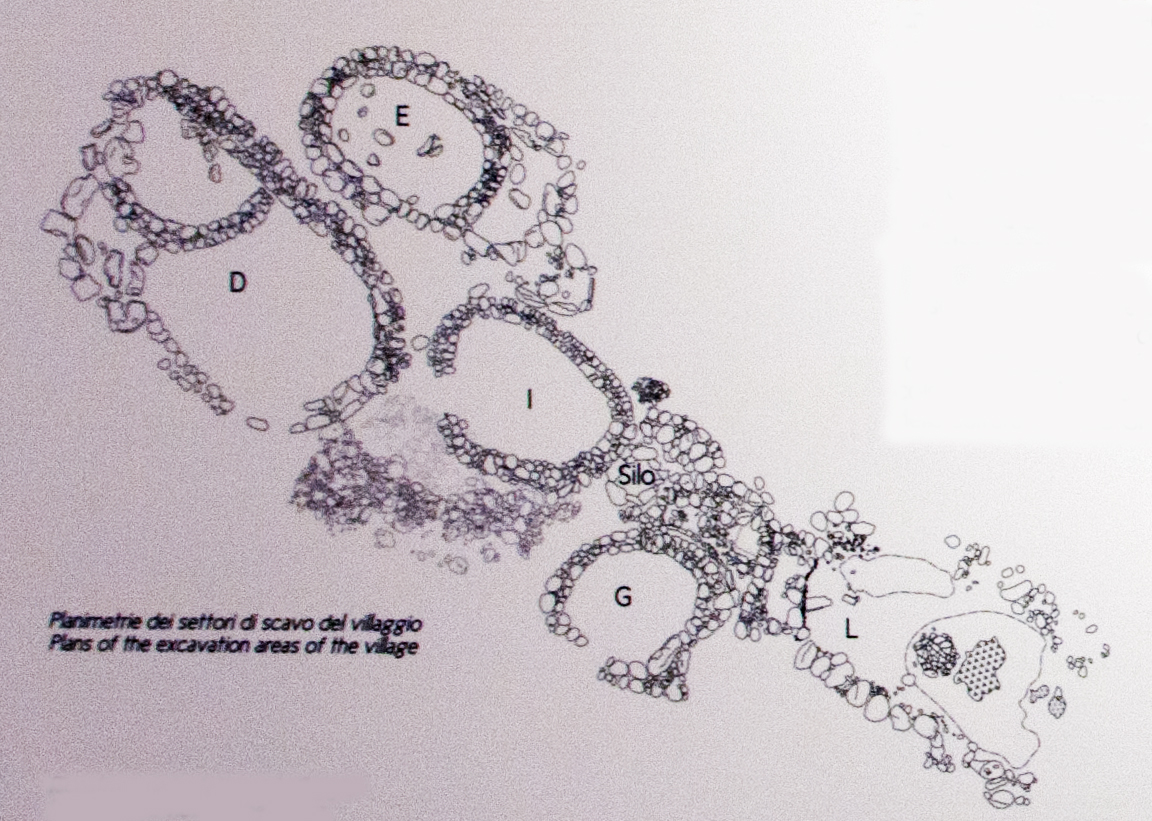
Schema del villaggio di Filo Braccio

Venne scoperto nel 1959 da Bernabò Brea e poi nuovamente studiato nel 2009. Il villaggio appartiene alla cultura di Capo Graziano della prima fase.
Si estendeva con capanne, stalle e depositi, con ambienti a pianta ovale creati con pietre e ciottoli di mare. Attualmente parte del villaggio sta scomparendo a causa dell'erosione della costa. Sembra che l'abitato abbia avuto due frequentazioni con diversi rifacimenti.
Le capanne misurano fino a 5 metri di lunghezza. A nord era presente un muro con funzione di contenimento del terreno. Le capanne avevano una divisione interna degli spazi mentre il pavimento era di argilla sovrapposta ad uno strato di ciottoli e frammenti ceramici che favoriva l'isolamento dal terreno. 
Tra i ritrovamenti vi è del vasellame, come le olle, le ciottole e i vasi di varie dimensioni.
Gli abitanti poi si spostarono presso il villaggio di Capo Graziano dove trovarono condizioni migliori per la difesa.

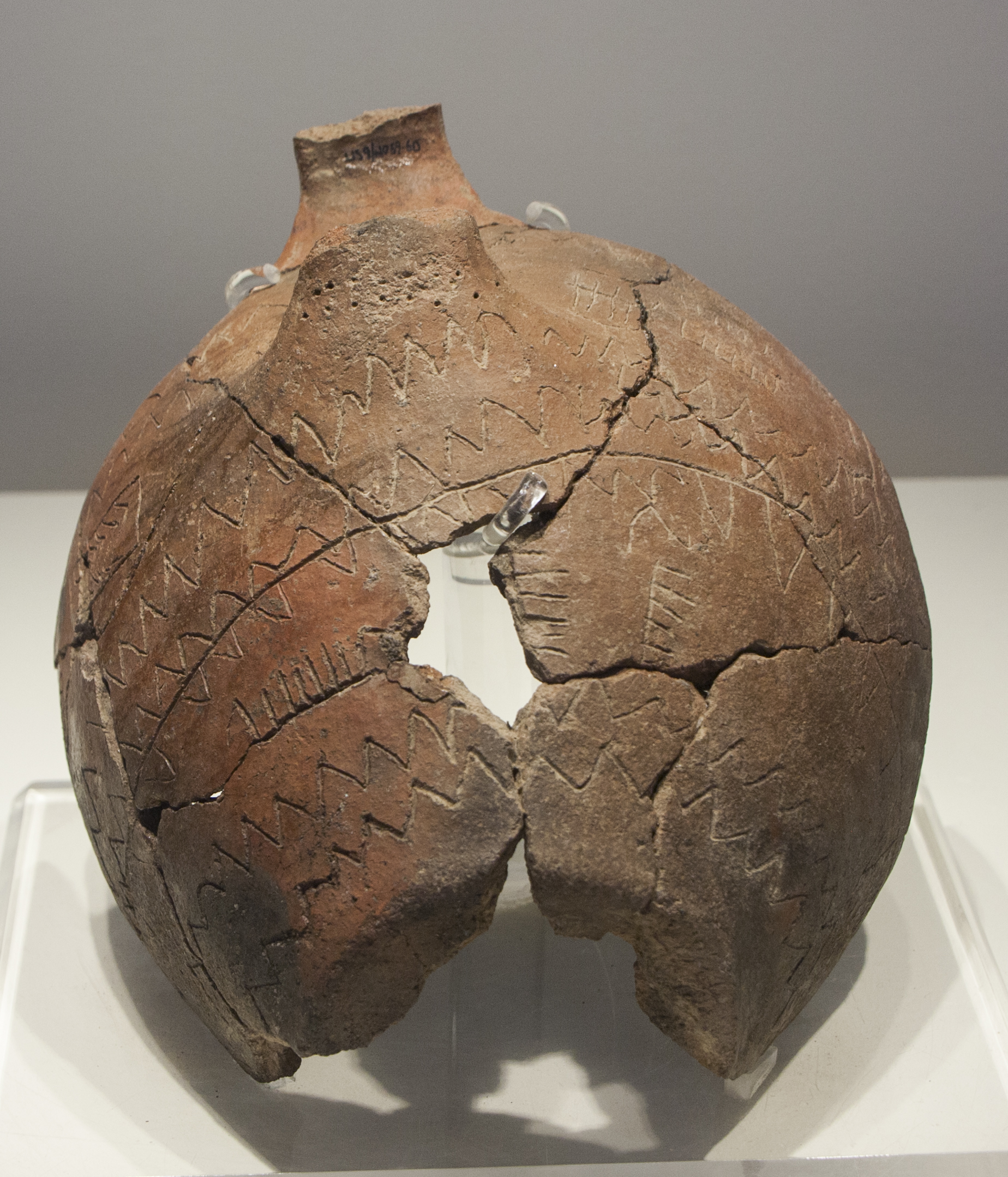
La tazza di Filo Braccio

## La tazza di Filo Braccio
Dal villaggio di Filo Braccio proviene uno dei più interessanti reperti di tutta la cultura di Capo Graziano, si tratta di una tazza con decorazioni incise, rinvenuta presso la capanna F. L'importanza di questa tazza risiede nel fatto che probabilmente è il più antico esempio di raffigurazione della preistoria italiana (Graziano I). Per quanto faccia parte della cosiddetta cultura di Capo Graziano si può dire che si discosta rispetto ai comuni reperti. Il disegno rappresenta chiaramente un uomo a braccia aperte in cui è possibile notare anche le dita e il corpo. Chiaramente l'intera rappresentazione è stilizzata, così come le onde del mare rappresentate con delle linee a zig-zag e delle barche formate da linee orizzontali con altre minori verticali. Non è chiaro chi sia rappresentato, se un uomo o una divinità, se le barche partono o arrivano, tuttavia è importante dire che è l'unico esempio di rappresentazione complessa, rispetto alle semplici linee di decorazione che troviamo nelle ceramiche anche della seconda fase.